# Simpsonit
Simpsonit ist ein eher selten vorkommendes Mineral aus der Mineralklasse der „Oxide und Hydroxide“ mit der chemischen Zusammensetzung Al4Ta3O13(OH) und damit chemisch gesehen ein Aluminium-Tantal-Oxid mit Hydroxidionen.
Simpsonit kristallisiert im trigonalen Kristallsystem und entwickelt meist idiomorphe bis hypidiomorphe, tafelige oder kurzprismatische Kristalle in Zentimetergröße, die entweder farblos oder durch Fremdbeimengungen von gelber bis bräunlichgelber Farbe sind.

## Etymologie und Geschichte
Die Erstbeschreibung von Simpsonit, als Bestandteil eines tantalreichen Granit-Gangs („Tabba Tabba Pegmatit“) innerhalb des Pilbara-Kratons, stammt von dem australischen Mineralogen H. Bowley. Die Typlokalität befindet sich ungefähr 50 km südlich von Port Hedland im australischen Bundesstaat Western Australia. Bowley benannte das Mineral zu Ehren seines Kollegen Edward Sydney Simpson (1875–1939), einem ebenfalls staatlich angestellten Mineralogen, der zahlreiche wissenschaftliche Beiträge zur Mineralogie Westaustraliens beisteuerte. Das Typmaterial befindet sich heute im Western Australian Museum in Perth.

## Klassifikation
In der veralteten 8. Auflage der Mineralsystematik nach Strunz gehörte der Simpsonit zur Mineralklasse der „Oxide und Hydroxide“ und dort zur Abteilung „MO2- und verwandte Verbindungen“, wo er zusammen mit Nolanit und Thoreaulith die „Nolanit-Simpsonit-Thoreaulith-Gruppe“ mit der System-Nr. IV/D.15 bildete.
Im zuletzt 2018 überarbeiteten und aktualisierten Lapis-Mineralienverzeichnis nach Stefan Weiß, das sich aus Rücksicht auf private Sammler und institutionelle Sammlungen noch nach dieser alten Form der Systematik von Karl Hugo Strunz richtet, erhielt das Mineral die System- und Mineral-Nr. IV/D.27-020. In der „Lapis-Systematik“ entspricht dies der Abteilung „Oxide mit dem Stoffmengenverhältnis Metall : Sauerstoff = 1 : 2 (MO2 und verwandte Verbindungen)“, wo Simpsonit zusammen mit Alumotantit, Bahianit, Billwiseit, Rankamait, Sosedkoit und Szklaryit eine eigenständige, aber unbenannte Gruppe bildet.
Die von der International Mineralogical Association (IMA) zuletzt 2009 aktualisierte 9. Auflage der Strunz’schen Mineralsystematik ordnet den Simpsonit in die Abteilung der „Metall : Sauerstoff = 1 : 2 und vergleichbare“ ein. Diese ist allerdings weiter unterteilt nach der relativen Größe der beteiligten Kationen und dem Stoffmengenverhältnis von Metall zu Sauerstoff, so dass das Mineral entsprechend seiner Zusammensetzung in der Unterabteilung „Mit mittelgroßen Kationen; Lagen kantenverknüpfter Oktaeder“ zu finden ist, wo es als einziges Mitglied die unbenannte Gruppe 4.DC.10 bildet.
Auch die vorwiegend im englischen Sprachraum gebräuchliche Systematik der Minerale nach Dana ordnet den Simpsonit in die Klasse der „Oxide und Hydroxide“ und dort in die Abteilung der „Oxidminerale“ ein. Hier ist er als einziges Mitglied in der unbenannten Gruppe 08.07.05 innerhalb der Unterabteilung „Mehrfache Oxide mit Nb, Ta und Ti“ zu finden.

## Kristallstruktur
Simpsonit kristallisiert in der trigonalen Raumgruppe P3 (Raumgruppen-Nr. 143) mit den Gitterparametern a = 7,381 Å und c = 4,516 Å sowie einer Formeleinheit pro Elementarzelle.

## Bildung und Fundorte
Simpsonit tritt nur selten als akzessorischer Bestandteil in tantalreichen granitischen Pegmatiten auf. Begleitminerale sind unter anderem Beryll, Mikrolith, Muskovit, Quarz, Spodumen, Tantalit und verschiedene Turmaline.
Bisher konnte das Mineral an 13 Fundorten (Stand: 2009) nachgewiesen werden. Neben der Typlokalität in Australien sind dies unter anderem die Alto do Giz Pegmatite in Ecuador/Borborema in Brasilien; in der Tanco-Mine bei Bernice Lake in Kanada; in den Masisi Mountains von Kivu (Demokratische Republik Kongo); Ostkasachstan (Shyghys Qazaqstan); Halbinsel Kola in Russland; sowie Mutoko und Bikita in Simbabwe.